# Merbag Holding
Die Merbag Holding Schweiz AG mit Sitz in Baar ist eine im Automobilhandel tätige Schweizer Unternehmensgruppe. Die Unternehmensorganisation umfasst mehrere eigenständige Unternehmen: Die Mercedes-Benz Automobil AG, die Euro Truck AG sowie die Merbag Immobilien AG. Das in dritter Generation geführte Familienunternehmen beschäftigt rund 4100 Mitarbeitende und erwirtschaftete 2024 einen Umsatz von 2 Mrd. Schweizer Franken.

## Tätigkeitsgebiet
Die Merbag Holding AG mit Sitz in der Schweiz ist unter der Dachmarke Merbag europaweit mit 24 eigenständigen Unternehmen in der Automobil- und Immobilienbranche tätig.
Die seit 1948 im Besitz der Familie Stüber befindliche Mercedes-Benz Automobil AG mit Sitz in Schlieren bildet das Herzstück der Unternehmensgruppe. In Europa ist Merbag einer der führenden Mercedes-Benz Vertreter – mit 28 Standorten in der Schweiz, 5 in Italien, 5 in Luxemburg, 6 im Grossraum Wien und 19 Standorten in Deutschland.
Die Merbag Immobilien AG ist im Immobilien Portfolio-Management, in der Immobilienbewirtschaftung, im Baumanagement und der Projektabwicklung sowie im Corporate-Real-Estate-Management tätig.

## Geschichte
Die Merbag Holding wurde 1955 durch Herbert C. Stüber in Zürich gegründet. Die Wurzeln ihrer Aktivitäten reichen jedoch bis 1911, als in Zürich die Unternehmen Benz und Daimler mit je einer eigenen Filiale getrennt operierten. Nachdem sich die beiden Automobilunternehmen 1926 zusammenschlossen, entstand in der Schweiz aus den beiden Verkaufsfilialen die Mercedes-Benz Automobil AG. Diese ging 1948 mit der Übernahme durch Herbert C. Stüber in Schweizer Familienbesitz über, der bisherige Firmenname blieb hierbei bestehen. Das Unternehmen verkaufte, wartete und reparierte Personenwagen und Nutzfahrzeuge der Marke Mercedes-Benz in Zürich und Bern. Bis 1972 war die Mercedes-Benz Automobil AG zudem einziger Mercedes-Benz-Importeur für den Schweizer Markt.
Als Dachunternehmen für seine Aktivitäten gründete Stüber 1955 die Merbag Holding. Diese hält seither die Aktien der Mercedes-Benz Automobil AG. Aus Platzgründen wurde 1967 der Hauptsitz von Zürich nach Schlieren verlegt. Während die wichtigsten operativen Tochtergesellschaften der Merbag Holding noch heute ihren Sitz in Schlieren haben, wurde der Holdingsitz später nach Zug verlegt.
In den 1970er Jahren eröffnete das Unternehmen schweizweit Filialen und entwickelte sich zu einer landesweit tätigen Gruppe. Für die Einfuhr von Mercedes-Benz Nutzfahrzeugen wurde 1973 die Merfag AG gegründet. 1980 erfolgte eine klare Trennung zwischen Importgeschäft und Verkaufsgeschäft. Die neu als Mercedes-Benz (Schweiz) AG firmierende Merfag AG übernahm zum bisherigen Nutzfahrzeug-Import auch den Import von Personenwagen, während die Mercedes-Benz Automobil AG fortan als reine Einzelhandelsorganisation geführt wurde.
2017 erfolgte die Expansion ins Ausland. Die Merbag erwarb in der italienischen Stadt Mailand Daimler-Betriebe und in Luxemburg das gesamte Mercedes-Benz Netz. 2020 wurde die österreichische Wiesenthal Handel und Service GmbH übernommen. 2022 erfolgte der Erwerb von sieben Standorten in Trier und Umgebung. Seit September 2022 tritt die Merbag Holding in Österreich offiziell als Merbag GmbH auf. Per 1. April 2025 wurde die deutsche KBM-Gruppe mit 13 Standorten übernommen. Aktuell beschäftigt die Firmengruppe an insgesamt 63 Standorten (in der Schweiz und im Ausland) über 4100 Mitarbeitende.